# Marco Antonio González
Marco Antonio González Junquera (Barcelona, 9 de julho de 1966) é um ex-jogador de polo aquático espanhol, medalhista olímpico.

## Carreira
Marco Antonio González fez parte da geração de prata do polo aquático espanhol, vice-campeão olímpico de 1992.